# جو ويست
جو ويست (بالإنجليزية: Joe West)‏ (1910 في المملكة المتحدة - 1965 بنيوكاسل أبون تاين في المملكة المتحدة) هو لاعب كرة قدم بريطاني (وحمل سابقاً جنسية المملكة المتحدة لبريطانيا العظمى وأيرلندا) في مركز الهجوم. لعب مع كارديف سيتي ونيوكاسل يونايتد وWalker Celtic F.C. ‏ ودارلينجتون إف سى.